# Arianna Vanderpool-Wallace
 Arianna Vanderpool-Wallace, née le 4 mars 1990, est une nageuse bahaméenne spécialisée en nage libre. Aux championnats du monde de natation en petit bassin de Dubaï, elle a été médaillée de bronze sur le 50 m nage libre.

## Palmarès

### Jeux olympiques
Arianna Vanderpool-Wallace a participé aux Jeux olympiques d'été de 2008 qui se sont tenus à Pékin dans le 50 m libre et le 100 m libre. Elle a terminé respectivement 24e et 28e des séries.

### Championnats du monde
Lors des championnats du monde en petit bassin qui se sont tenus à Dubaï en 2010, Arianna Vanderpool-Wallace participe aux 50 m libre, 100 m libre, 50 m papillon et 100 m papillon. Dans le 50 m nage libre, elle obtient la médaille de bronze dans un temps de 24 s 04, battant ainsi son meilleur temps précédent qui datait de 2006.
Dans le 100 m libre et le 50 m papillon, elle s'arrête en demi-finale, avec le 9e temps de la demi-finale en 53 s 06 pour la première et le 13e en 26 s 36 pour la seconde. Dans le 100 m papillon, elle s'arrête par contre en séries.
| Médaille | Compétition | Épreuve    | Temps   | Lieu           | Date             |
| Bronze   | 2010        | 50 m libre | 24 s 04 | Dubaï (E.A.U.) | 19 décembre 2010 |

## Meilleurs temps personnels
Les meilleurs temps personnels établis par Arianna Vanderpool-Wallace dans les différentes disciplines sont détaillés ci-après.
| Épreuve                   | Bassin | Temps         | Compétition                            | Lieu                  | Date            |
| 50 m nage libre           | 50 m   | 25 s 40       | Jeux olympiques d'été 2008             | Beijing (CHN)         | 15 août 2008    |
| 100 m nage libre          | 50 m   | 54 s 96       | Championnats du monde de natation 2009 | Rome (Italie)         | 30 juillet 2009 |
| 200 m nage libre          | 50 m   | 2 min 04 s 82 | Speedo Champions Series - SZSS         | Fort Lauderdale (USA) | 18 juillet 2008 |
| 400 m nage libre          | 50 m   | 4 min 31 s 38 | Missouri Grand Prix                    | Columbia (USA)        | 15 février 2008 |
| 50 m papillon             | 50 m   | 30 s 48       | XV Caribbean Islands Swimming          | Kingston (JAM)        | 2 juillet 2004  |
| 100 m papillon            | 50 m   | 1 min 00 s 56 | Championnats du monde de natation 2009 | Rome (Italie)         | 26 juillet 2009 |
| 200 m 4 nages             | 50 m   | 2 min 32 s 25 | Missouri Grand Prix                    | Columbia (USA)        | 17 février 2008 |
| 50 m nage libre (relais)  | 50 m   | 25 s 75       | Speedo Champions Series - SZSS         | Fort Lauderdale (USA) | 17 juillet 2008 |
| 100 m nage libre (relais) | 50 m   | 54 s 85       | Championnats du monde de natation 2009 | Rome (Italie)         | 26 juillet 2009 |
| 200 m nage libre (relais) | 50 m   | 2 min 08 s 51 | Missouri Grand Prix                    | Columbia (USA)        | 17 février 2008 |
| 100 m papillon (relais)   | 50 m   | 1 min 00 s 45 | Championnats du monde de natation 2009 | Rome (Italie)         | 1er août 2009   |

| Épreuve          | Bassin | Temps         | Compétition                                            | Lieu           | Date             |
| 50 m nage libre  | 25 m   | 24 s 04       | Championnats du monde de natation en petit bassin 2010 | Dubaï (E.A.U.) | 19 décembre 2010 |
| 100 m nage libre | 25 m   | 52 s 85       | Championnats du monde de natation en petit bassin 2010 | Dubaï (E.A.U.) | 16 décembre 2010 |
| 200 m nage libre | 25 m   | 2 min 12 s 93 | FINA: World Cup No 7 - 2005/2006 ...                   | New York (USA) | 3 février 2006   |
| 50 m papillon    | 25 m   | 26 s 36       | Championnats du monde de natation en petit bassin 2010 | Dubaï (E.A.U.) | 16 décembre 2010 |
| 100 m papillon   | 25 m   | 58 s 21       | Championnats du monde de natation en petit bassin 2010 | Dubaï (E.A.U.) | 18 décembre 2010 |
| 100 m 4 nages    | 25 m   | 1 min 09 s 33 | FINA: World Cup No 7 - 2005/2006 ...                   | New York (USA) | 4 février 2006   |